# ملپومنه
ملپومنه (به یونانی: Μελπομενη) در اساطیر یونانی یکی از موزها، الهه موسیقی و رقص، دختر زئوس و منه‌موزین است. در زمان‌های باستان هنگامی که به موزها عنوان‌های به‌ویژه هنری و ادبی داده می‌شد، ملپومنه موز تراژدی (نقطهٔ مقابل خواهرش تالیا) نام گرفت. او اغلب به صورت زنی که ماسکی غم‌انگیز یا شمشیر در دست دارد، و برخی مواقع تاج گلی از پیچک و چکمه‌هایی ویژه به پا دارد، به تصویر کشیده می‌شود. نام او از فعل یونانی «melpô» یا «melpomai» به معنی برپایی جشن با رقص و آهنگ گرفته شده‌است.